# Girolamo Caggianelli
Girolamo Caggianelli (Volturino, 1899 – Foggia, 1984) è stato un politico e notaio italiano.

## Biografia
Nato a Volturino nel 1899, conseguì la laurea in giurisprudenza ed esercitò in un primo momento la professione di avvocato. Ottenuta l'abilitazione di notaio, fu titolare di un proprio studio notarile nella città di Foggia. Il 3 luglio 1956 fu eletto sindaco di Foggia.
Fu co-fondatore e primo presidente del Lyons Club Foggia (1959-1961).
Deceduto a Foggia nel 1984, gli è stata dedicata una via nel rione Martucci.